# アウトバーン (アルバム)
『アウトバーン』（Autobahn）は、ドイツのユニットクラフトワークの4枚目のアルバム。1974年11月にフィリップス・レコードよりリリースされた。1998年にCD化され再リリースされている。

## 解説
本作は、現代音楽の一ジャンルであった電子音楽を初めて大衆に浸透させたとされる音楽史上重要なアルバムである。タイトルトラックの「アウトバーン」は22分36秒にも及ぶ演奏が、シングルリリースのため3分に大幅に編集された。同シングルはBillboard Hot 100で25位に到達し、ヨーロッパに於いてもチャートの上位に到達した。
アウトバーンの他にも、「Kometenmelodie2」がシングルとして発売されている。日本におけるYMOを筆頭としたテクノ・ポップの源流にも位置付けられる。
「アウトバーン」ではヴォコーダーを用いたヴォーカルが入るが、残りのトラックはインストゥルメンタルである。本作に使われたミニモーグは当時のフォルクスワーゲンに相当する価格であった。
「Kometenmelodie」は前年にクラフトワークのファーストシングルとして発売された、「Kohoutek-Kometenmelodie」をリメイクしたものである。
allmusicはクラフトワークの全アルバム中、本作と『ヨーロッパ特急』、リマスター・ボックスセット・カタログに5starsの最高評価を与えているが、本作に対してのみ更にAlbumPickの評価を与えている。
本アルバムは2015年に、制作から25年以上が経ち、文化的または歴史的な価値がある録音物を対象とするグラミーの殿堂入りを果たした。

## 収録曲
| #  | タイトル                                | 作詞・作曲                                | 時間  |
| -- | --------------------------------------- | ----------------------------------------- | ----- |
| 1. | 「アウトバーン - Autobahn」("Motorway") | Ralf Hütter Florian Schneider Emil Schult | 22:43 |

| #  | タイトル                                              | 作詞・作曲       | 時間 |
| -- | ----------------------------------------------------- | ---------------- | ---- |
| 2. | 「大彗星(鼓動) - Kometenmelodie 1」("Comet Melody 1") | Hütter Schneider | 6:26 |
| 3. | 「大彗星(軌道) - Kometenmelodie 2」("Comet Melody 2") | Hütter Schneider | 5:48 |
| 4. | 「深夜そして姿なき足跡 - Mitternacht」("Midnight")    | Hütter Schneider | 3:43 |
| 5. | 「朝の散歩 - Morgenspaziergang」("Morning Walk")      | Hütter Schneider | 4:04 |

## クレジット
- ラルフ・ヒュッター – ボーカル, 電子楽器, シンセサイザー, オルガン,ピアノ, ギター, 電子ドラム, アートワーク (新装版)
- フローリアン・シュナイダー – ボーカル, ヴォコーダー, 電子楽器, シンセサイザー, フルート, 電子ドラム
- ヴォルフガング・フリューア – 電子ドラム (大彗星(軌道)).
- クラウス・レーダー – 電子ヴァイオリン (深夜そして姿なき足跡).
- コニー・プランク – エンジニア
- エーミール・シュルト – アートワーク
- Johann Zambryski – アートワーク (新装版).